# RR del Cavallet de Pintor
RR del Cavallet de Pintor, també coneguda com Nova del Cavallet de Pintor 1925, és un sistema estel·lar variable cataclísmic que es va encendre com una nova i va il·luminar la constel·lació del Cavallet de Pintor.
L'astrònom sud-africà R. Watson la va observar per primera vegada el 25 de maig de 1925 quan tenia una magnitud aparent de 2,3. Va continuar lluint fins a la magnitud 1,2, que va aconseguir el 9 de juny de 1925. Es va atenuar a la magnitud 4 el 4 de juliol, però va tornar a il·luminar-se a 1,9 el 9 d'agost. Sis mesos després de la seva lluentor màxima, RR Pictoris va desaparèixer per ser invisible a ull nu, i era de magnitud 12,5 en 1975.
Les noves són sistemes binaris propers compostos per una nana blanca i un estel secundari que estan tan a prop que omplen el seu lòbul de Roche amb material estel·lar, que després es transfereix al disc d'acreció del primer estel. Una vegada que aquest material aconsegueix una massa crítica, s'encén i el sistema s'il·lumina increïblement. Els dos estels d'RR Pictoris orbiten entre si cada 3.48 hores. Els càlculs de la velocitat suggereixen que l'estel secundari no és prou dens com perquè la seva grandària encara estiga en la seqüència principal, cosa per la qual ja deu haver començat a expandir-se i refredar-se ja que el seu nucli s'ha quedat sense combustible d'hidrogen. S'estima que el sistema RR Pictoris s'hi troba a uns 520 parsecs (1.700 anys llum) de distància de la Terra.